# Хелоуин 2 (филм, 1981)
„Хелоуин 2“ (на английски: Halloween II) е американски слашър филм на ужасите от 1981 г.

## Актьорски състав
- Джейми Лий Къртис – Лори Струд
- Доналд Плийзънс – д-р Самюъл Лумис
- Памела Сюзън Шуп – Карън Бейли
- Ана Алисия – Джанет Маршъл
- Ленс Гест – Джими Лойд
- Хънтър вон Лийр – Гари Хънт